# Bart tiene dos mamás
Bart tiene dos mamás, llamado Bart Has Two Mommies en la versión original, es un episodio correspondiente a la decimoséptima temporada de la serie animada Los Simpson, emitido originalmente el 19 de marzo de 2006 y el 15 de octubre de 2006 en Hispanoamérica. El episodio fue escrito por Dana Gould y dirigido por Michael Marcantel. Susan Sarandon y Randy Johnson fueron las estrellas invitadas. En este episodio, Bart es raptado por una chimpancé mientras que Marge pasa tiempo con Rod y Todd Flanders.

## Sinopsis
La historia comienza con los Simpson en una recaudación de fondos para la iglesia (Church fundraiser), luego Homer entra en un evento cuya meta final es construir una aguja más alta que la iglesia episcopal que se encuentra frente a la primera iglesia de Springfield. El premio de la competencia (una carrera de patitos de hule a través de un arroyo) es una computadora FeMac y su ganador resulta ser Flanders, pero este se la obsequia a Marge y ella a cambio acepta cuidar a sus hijos. Mientras tanto Homer descuida a Bart y a Lisa. 
Al cuidado de Marge los hermanos Flanders aprenden a vivir la vida con más diversión y sin tantas reglas, cosa que a Ned Flanders le disgusta, al mismo tiempo Bart y Lisa se quejan por la ausencia de su madre y piden hacer alguna actividad, Homer obedeciendo sus órdenes los lleva a una casa de retiro para animales donde Bart es secuestrado por una chimpancé llamada Toot-Toot, que se niega a soltarlo. Posteriormente Marge le pide permiso a Ned para llevar a sus hijos a un centro de diversión donde Rod se rompe un diente, y debido a esto Flanders le dice que no puede volver a cuidar a sus hijos. Seguidamente Marge se entera de que Bart fue adoptado por una chimpancé y se da cuenta de que es una mala madre, entonces decide que es hora de salvar a su hijo y entra a la jaula con el simio, pero su intento de rescate resulta fallido. Luego el chimpancé escapa y sube a la aguja de la iglesia (escena que parodia a la película King Kong), logrando que Marge tema por la vida de su hijo. 
El episodio finaliza cuando Rod carga al hijo de Toot-Toot, que resulta ser Mr. Teeny, hacia la cima de la agua salvando a Bart, y logrando que Ned reconozca la valentía que hay en su hijo.

### Créditos
En los créditos se observa a Maude Flanders en el cielo mirando a su hijo y diciendo "Mi hijito está creciendo". También aparecen Dios y Bob Hope.

## El legado
El FeMac, parodia del iMac, fue la base del episodio “Mypods and Boomsticks”, donde parodiaron al iPod, al iPhone y a Apple Inc. como Mypod, My phone y Mapple Inc. 